# Château de Mallièvre
Le château de Mallièvre est un ancien château fort ayant existé sur la commune de Mallièvre en Vendée. Datant du XIe siècle, il est l'un des plus anciens vestiges de fortifications médiévales du département. Ses ruines sont visibles sur le promontoire rocheux surplombant la Sèvre nantaise.

## Histoire
Le site du château est occupé depuis l'Âge du fer au moins. Deux tumulus aujourd'hui arasés existaient, l'un à la Mothe, l'autre aux Oiseaux. À l'époque du Haut Moyen Âge, il fut bâti une motte castrale dès le VIIIe siècle.
Cette motte fut remplacée à partir du XIe siècle lorsque les vicomtes de Thouars font construire un donjon quadrangulaire en pierres au pied de l'ancienne motte, complétée d'une enceinte fortifiée épousant la forme du promontoire et l'ancienne motte, et qui sera renforcée par la suite de huit ou neuf tours et d'une barbacane protégeant l'entrée au château. Les de Thouars construisent cette forteresse pour les mêmes raisons que celles de Tiffauges, Mortagne, Mauléon et Châteaumur, c'est-à-dire pour renforcer la frontière entre le Comté de Poitou et le Comté d'Anjou. 
Pendant une période de paix, les Templiers accueilleront les pèlerins sur la route de Saint-Jacques-de-Compostelle, dans leur prieuré St-Jacques, leur permettant de faire une halte en ayant gîte et couvert.
Pendant la guerre de Cent Ans, il fut un des théâtres des conflits, les Anglais et les Français reprenant tour à tour la forteresse. À partir de 1372, le château de Mallièvre est repris définitivement par les Français, grâce aux combats de Bertrand Du Guesclin et son lieutenant Olivier V de Clisson.
Lors des Guerres de Religion, le château est pris par les Huguenots en 1583, et il est pillé par le seigneur de la Boulaye. En 1626, par son combat contre les Protestants, Richelieu fait raser le château car ayant été occupé par ceux-ci, comme il a fait raser beaucoup d'autres forteresses en France pour empêcher les Protestants de se protéger.
À la Révolution, le château resté en ruines depuis 1626 est démantelé pour servir de carrière de pierres, qui serviront à construire le bourg. Ce même bourg sera incendié lors des Guerres de Vendée, par les Colonnes infernales.